# 若年性ポリープ
若年性ポリープ（じゃくねんせいぽりーぷ、英: Juvenile polyp、ICD10：D12.6、病名交換用コード：M9HS）は、消化管粘膜の非腫瘍性隆起病変（ポリープ）の一種である。一般的に過誤腫性病変とされ、単発性ポリープ例では癌化することはない。成人期に発見される若年性ポリープは残留性ポリープ（英: retention polyp）と記載されることもある。
常染色体優性遺伝性疾患である若年性ポリポーシス（JPS; OMIM 174900, ）は若年性ポリープが消化管に多発する疾患である。約20%に癌化が認められる。20 - 50%の家系に胚細胞レベルでの常染色体18番長腕（18q21.1）のSMAD4/DPC4遺伝子の変異が証明されている。

## 疫学
正確な有病率は知られていない。その名が示す通り幼小児期に発生すると考えられるが、この時期に臨床的に発見される機会は皆無に近い。多くは成人に達し下血や健康診断での便潜血検査陽性による精査を契機に、大腸のX線造影検査や内視鏡検査で検出される機会がほとんどである。結腸・直腸ポリープとしては腺腫性ポリープ、過形成ポリープよりも頻度は稀である。

## 症状
小腸または結腸・直腸に発生するが、臨床的に発見されるのはS状結腸から直腸が多い。小型（長径1cm前後）で単発の有茎性または亜有茎性ポリープであり、結腸閉塞の原因となることは稀である。多くはポリープの自然脱落をきっかけに下血を生じたり、ポリープ表面のびらん（びらん）が原因で便潜血検査が陽性となり発見されることが多い。小腸に発生し長径が3cmほどに達した有茎性ポリープでは、腸重積（英: intussusception）の原因となり急性腹症として緊急開腹の対象となることもある。

## 病理組織学的特徴
ポリープ頭はほぼ球形で表面平滑である。表面はびらんを呈する。ポリープ実質は炎症性肉芽組織に類似した間質組織が主体で、毛細血管や線維芽細胞に富み少なからず炎症細胞浸潤を伴っている。これらの間質中に小嚢胞状に拡張した腺管が分布している。腺上皮は既存の小腸や大腸の固有腺上皮の形態を保持している。

## 細胞遺伝学的な発生論
散発性若年性ポリープでは胚細胞、体細胞レベルでの定常的な遺伝子変異は報告されていない。家族性若年性ポリポーシスの家系の一部ではSMAD4遺伝子変異が原因である。SMAD4蛋白は腫瘍抑制遺伝子の一種でTGF-βシグナル伝達系に関わる細胞質内の蛋白である。SMAD2, SMAD3と蛋白複合体を形成する。これらの複合体は細胞質から核内に移行し、転写因子としてDNAに結合し細胞周期や転写活性の調節に関わっている（Woodford-Richens KL et al, 2001）。若年性ポリープはカウデン症候群、Bannayan-Zonana症候群、Gorlin症候群でも起こる。カウデン症候群、Bannayan-Zonana症候群ではPTEN (10q23.3)、Gorlin症候群ではPTCH (9q31)の変異が認められる。

## 鑑別疾患リスト
- 腺腫性ポリープ
- 過形成ポリープ
- 家族性ポリポーシス
- 若年性ポリポーシス
- カウデン症候群